# Parti nationaliste (Portugal)

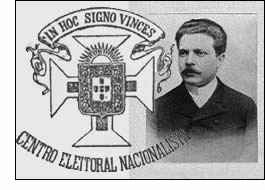
Carte postale de propagande du Parti nationaliste (1903) représentant Jacinto Cândido et le symbole du parti.

Le Parti nationaliste fut un parti politique portugais fondé en 1903 par Jacinto Cândido, allié au comte de Bertiandos et au Comte de Samodães, à la suite de la rupture avec Hintze Ribeiro, alors chef du Parti Régénérateur. Le parti, situé politiquement à droite des Régénérateurs, avait une dominante catholique. Il n'eut pas de grande représentativité parlementaire, finissant par disparaître avec l'avènement de la République portugaise. 